# بوزوم (آمت کیرششپیلسلاندگمایند)
بوزوم (به آلمانی: Amt Kirchspielslandgemeinde Büsum) یک منطقهٔ مسکونی در آلمان است که در شلسویگ-هولشتاین واقع شده‌است. بوزوم ۶٬۹۶۱ نفر جمعیت دارد.